# ماست بستنی
ماست بستنی (همچنین به عنوان ماست منجمد یا با نام تجاری Froyo نیز شناخته می‌شود؛ ‎/ˈfroʊjoʊ/‎) یک دسر منجمد است که با ماست و گاهی دیگر محصولات لبنی و غیر لبنی تهیه می‌شود. ماست بستنی یک محصول منجمد است که حاوی همان مواد اولیه بستنی است، اما حاوی کشت باکتری‌های زنده است.
معمولاً ترش تر از بستنی (تا حدودی به دلیل اسید لاکتیک موجود در ماست ضخیم‌تر است) و همچنین چربی کمتری (به دلیل استفاده از شیر به جای خامه) با شیر بستنی و سرو نرم معمولی متفاوت است. برخلاف ماست، ماست بستنی توسط سازمان غذا و داروی ایالات متحده (FDA), تنظیم نمی‌شود، اما توسط برخی از ایالت‌های ایالات متحده، مانند کالیفرنیا، تنظیم می‌شود.

## تولید

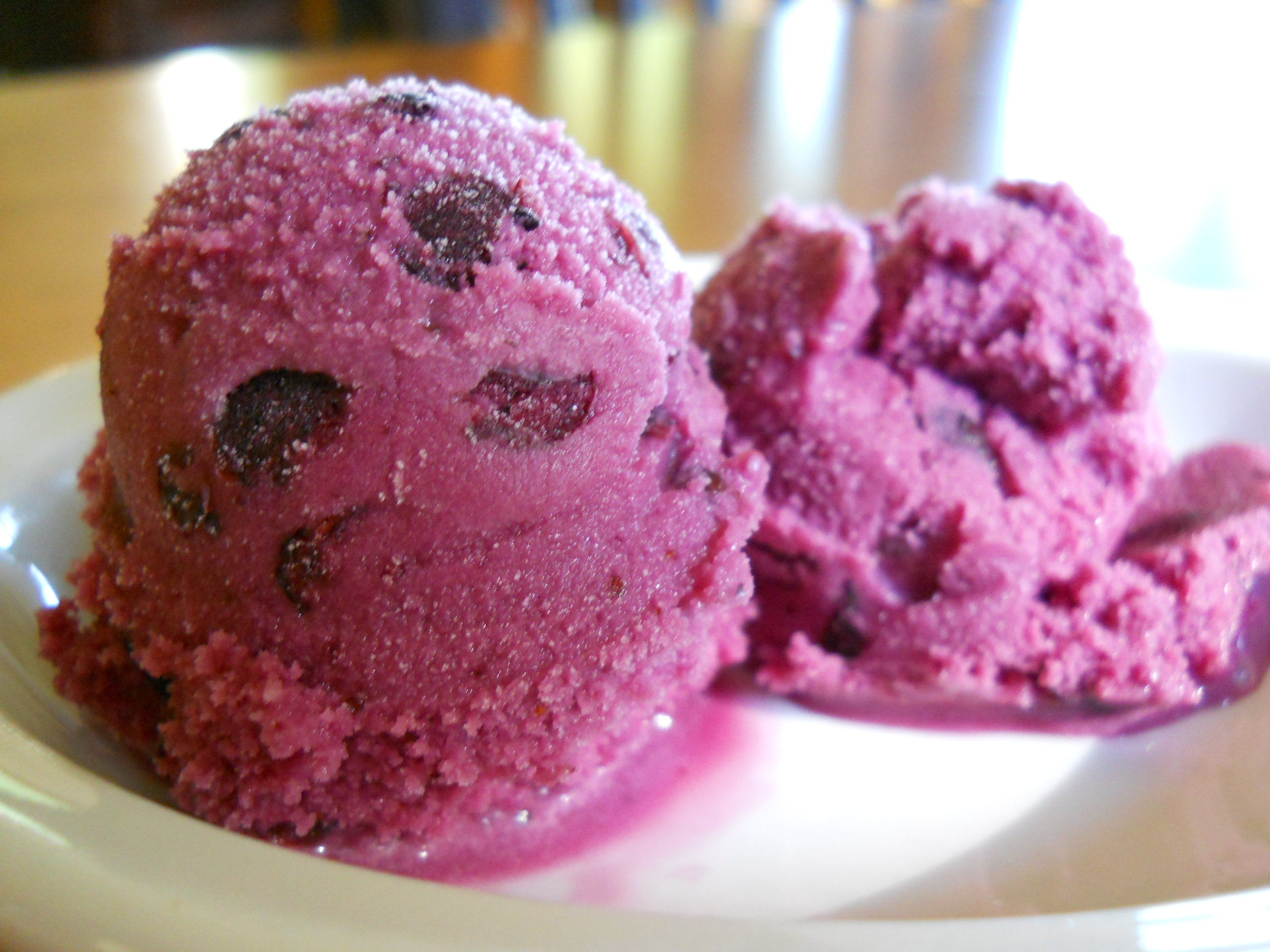
ماست بستنی بلوبری

ماست بستنی شامل شیر خشک، نوعی شیرین‌کننده، چربی شیر، کشت ماست (معمولاً لاکتوباسیلوس بولگاریکوس و استرپتوکوکوس ترموفیلوس)، به علاوه طعم‌دهنده‌ها و گاهی اوقات رنگ‌کننده (طبیعی یا مصنوعی) است.
چربی شیر حدود ۰٫۵۵–۶٪ از ماست را تشکیل می‌دهد. به مقدار معکوس متناسب با مقدار مواد جامد شیر اضافه می‌شود و به ماست غنا می‌بخشد. مواد جامد شیر ۸ تا ۱۴ درصد از حجم ماست را تشکیل می‌دهند و لاکتوز را برای شیرینی و پروتئین‌ها را برای صافی و افزایش مقاومت در برابر ذوب فراهم می‌کنند. شکر (چغندر یا نیشکر) ۱۵ تا ۱۷ درصد از مواد تشکیل دهنده ماست را تأمین می‌کند. علاوه بر افزودن شیرینی، حجم مواد جامد را افزایش داده و بدن و بافت را بهبود می‌بخشد. ژلاتین یا افزودنی‌های گیاهی (صمغ گوار، کاراگینان) ماست را تثبیت می‌کند، تبلور را کاهش می‌دهد و دمایی که در آن ذوب می‌شود را افزایش می‌دهد. این تثبیت تضمین می‌کند که ماست یخ زده بدون در نظر گرفتن تغییر دما یا جابجایی، یک قوام صاف را حفظ می‌کند.
شرکت‌های بزرگ اغلب از خطوط مونتاژ مخصوص تولید ماست بستنی استفاده می‌کنند. فرآورده‌های شیر و عامل (های) تثبیت کننده با هم ترکیب شده و همگن می‌شوند. در ۳۲ درجه سلسیوس (۹۰ درجه فارنهایت)، فرهنگ ماست اضافه می‌شود. مخلوط در این دما باقی می‌ماند تا زمانی که خودش را بگیرد و برای خنک شدن آماده شود. پس از آن، مخلوط در دمای ۰ تا ۴ درجه سلسیوس (۳۲ تا ۳۹ درجه فارنهایت) سرد می‌شود. زمانی که ماست به درجه حرارت و ویسکوزیته مورد نظر رسید، اجازه داده می‌شود تا چهار ساعت در مخازن پیری بماند. سپس شیرین کننده‌ها، طعم دهنده‌ها و رنگ‌ها با هم مخلوط می‌شوند و مخلوط ماست در دمای ۶- تا −۲ درجه سلسیوس (۲۸ درجه فارنهایت) سرد می‌شود. . برای ایجاد حجم اضافی و قوام یکنواخت، هنگام هم زدن مخلوط، هوا به ماست وارد می‌شود. با مقدار کافی هوا در آن، ماست به سرعت منجمد می‌شود تا از تشکیل کریستال‌های یخ بزرگ جلوگیری کند و سپس در یک مکان سرد ذخیره می‌شود تا حمل شود.
ماست بستنی را می‌توان در فریزر نرم درست کرد، مانند بستنی نرم. مخلوط ماست بستنی به دو صورت پودر فروخته می‌شود که باید با آب مخلوط شود یا مایع آماده ریختن در دستگاه سرو نرم. مخلوطی با محتوای چربی بالا یا کم را می‌توان انتخاب کرد و مقدار هوای وارد شده به ماست بستنی سرو نرم متغیر است. هر چه سطح چربی بالاتر باشد، ماست می‌تواند هوای بیشتری را جذب کند. و هر چه هوای بیشتری در مخلوط یخ بزند، طعم خامه ای بیشتری خواهد داشت.

## مصرف

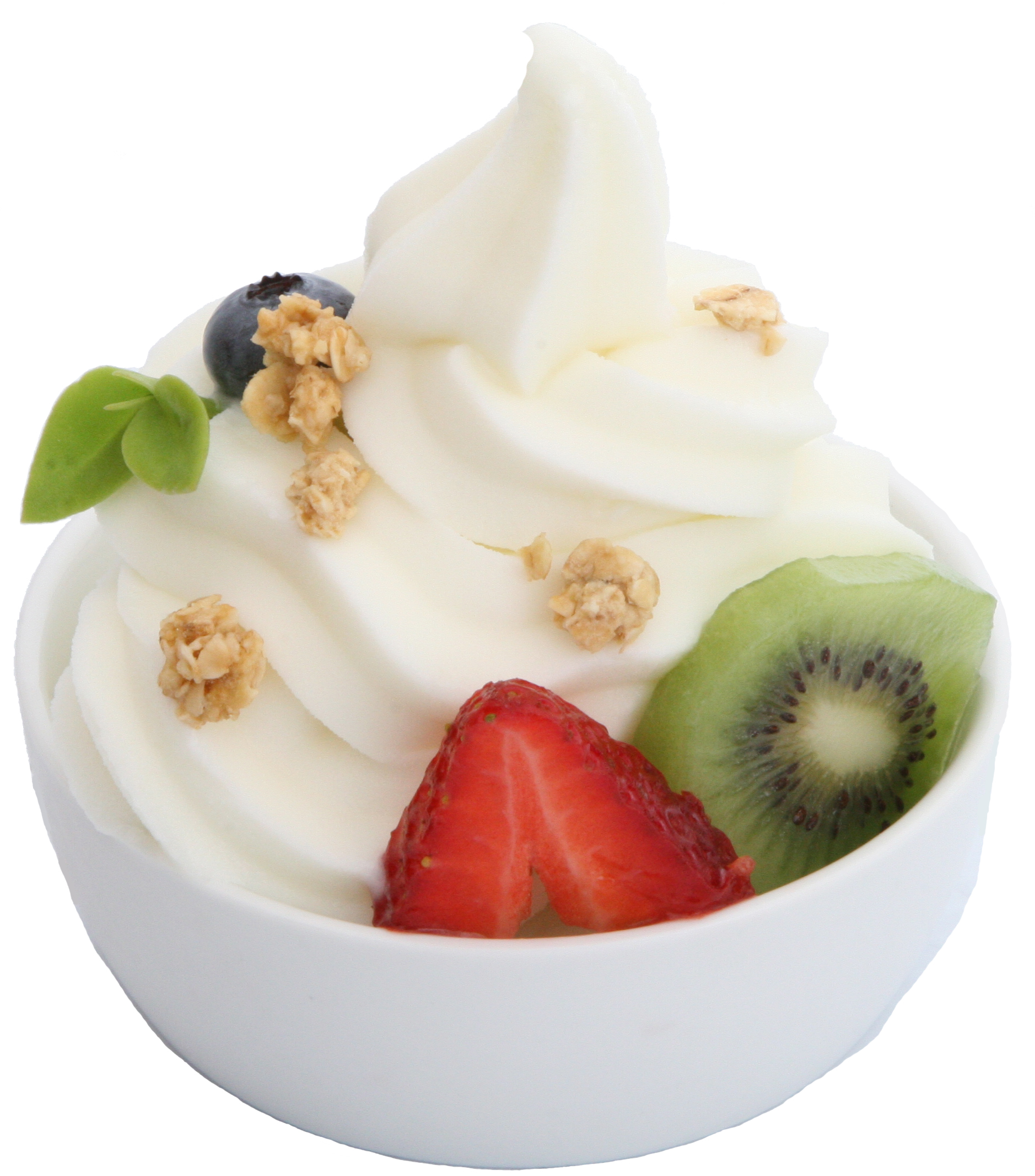
ماست بستنی با میوه و آجیل

ماست بستنی در طعم‌ها و سبک‌های متنوعی سرو می‌شود. همچنین دارای جایگزین‌های بدون قند و بدون چربی است. فروشگاه‌های ماست بستنی معمولاً انواع مختلفی از مواد از میوه گرفته تا آجیل، برندهای معروف کوکی‌ها و آب نبات‌ها را ارائه می‌دهند. برخی از شرکت‌ها نسخه تارت‌تری را ارائه می‌کنند که به دستور اصلی نزدیک‌تر است، در حالی که برخی دیگر بر روی ایجاد طعم بیشتر شبیه بستنی تمرکز می‌کنند.